# Michele Scarponi
Michele Scarponi (25. září 1979 Jesi – 22. dubna 2017 Filottrano) byl italský silniční cyklista.
V roce 2004 se Scarponi stal celkovým vítězem Závodu míru.
V letech 2006 až 2007 byl Scarponi vyšetřován kvůli dopingu v tzv. Operaci Puerto. 8. května 2007 přiznal, že byl součástí Puertova dopingového programu a byl předběžně suspendován spolu s Ivanem Bassem.
Definitivní trest mu vypršel v roce 2008. Tehdy se dohodl se stájí Diquigiovanni-Androni a v jejích barvách vyhrál v závod Tirreno–Adriatico 2009, vyhrál dvě etapy na Giru d'Italia 2009 a obsadil čtvrté místo v celkové klasifikaci na Giru d'Italia 2010 (vyhrál 19. etapu).
V roce 2011 se stal jezdcem stáje Lampre, pro kterou v tom roce vyhrál závod Kolem Trentina a obsadil na Giru druhé místo, po diskvalifikaci Alberta Contadora kvůli dopingu, získal dodatečně titul vítěze Giro d'Italia 2011.
22. dubna 2017 zemřel při dopravní nehodě během tréninku poblíž italského města Filottrano. Den před svou smrtí obsadil konečné čtvrté místo na etapovém závodě Kolem Alp v oblasti Trenta, když vyhrál jeho úvodní etapu.